# Gianni Mascolo
Pour les articles homonymes, voir Mascolo.
Gianni Mascolo, né le 3 novembre 1940 à Milan, est un chanteur italien.
Il est notamment connu pour avoir représenté la Suisse au Concours Eurovision de la chanson 1968 avec la chanson Guardando il sole.